# Animals with Human Intelligence
Animals with Human Intelligence è il terzo album in studio del gruppo Enuff Z'nuff, pubblicato dalla Arista Records nel 1993.
L'album è stato ripubblicato nel 2003 per la Spitfire Records con la bonus track Fingertips.

## Tracce
1. Superstitious
2. Black Rain
3. Right By Your Side
4. These Daze
5. Master of Pain
6. Innocence
7. One Step Closer to You
8. Bring it on Home
9. Takin' a Ride
10. The Love Train
11. Mary Anne Lost Her Baby
12. Rock N World

Bonus track ristampa 2003
1. Fingertips

## Formazione
- Donnie Vie – voce, chitarra ritmica, tastiere
- Chip Z'Nuff – basso, chitarra, voce
- Derek Frigo – chitarra solista
- Vik Foxx – batteria

### Altri musicisti
- Mark Colby, Steve Eisen, Jon Negus, Steve Zoloto, Leo Kawczinski, Brian Ripp – sassofono
- Gary Fry – tastiere